# São Miguel do Passa Quatro
| São Miguel do Passa Quatro                      | São Miguel do Passa Quatro                                |
| ----------------------------------------------- | --------------------------------------------------------- |
| Erzengel Michael in São Miguel do Passa Quatro  |                                                           |
| Wappen                                          | Flagge                                                    |
| Wappen von São Miguel do Passa Quatro unbekannt | Flagge von São Miguel do Passa Quatro unbekannt           |
| Karten                                          |                                                           |
|                                                 |                                                           |
| Basisdaten                                      |                                                           |
| Staat:                                          | Brasilien (BRA)                                           |
| Verwaltungsgliederung:                          | Mittelwesten                                              |
| Bundesstaat:                                    | Goiás (GO)                                                |
| Mesoregion:                                     | Süd-Goiás                                                 |
| Mikroregion:                                    | Pires do Rio                                              |
| Distanz zu Goiânia:                             | 112 km                                                    |
| Geografische Lage:                              | 17° 4′ S, 48° 40′ W                                       |
| Angrenzende Gemeinden:                          | Silvânia, Vianópolis, Cristianópolis, Bela Vista de Goiás |
| Zeitzone:                                       | UTC−3 Sommer: UTC−2                                       |
| Höhe:                                           | 801 m ü. NN                                               |
| Fläche:                                         | 537,781 km²                                               |
| Einwohner:                                      | 3.761                                                     |
| Bevölkerungsdichte:                             | 7,0 Einwohner / km²                                       |
| Telefonvorwahl:                                 | +55 62                                                    |
| Postleitzahl (CEP):                             | 75185-000                                                 |
| Adresse der Stadtverwaltung:                    | Pça. Sebastião Gonçalves da Silva, 697 Setor Centro       |
| Offizielle Website:                             |                                                           |
| Jahrestag:                                      | 9. Januar                                                 |
| Gemeindegründung:                               | 1988                                                      |
| Politik                                         |                                                           |
| Bürgermeister:                                  | Marcio Cecilio Ceciliano (PSDB), 2009–2012                |
| Vize-Bürgermeister:                             |                                                           |

São Miguel do Passa Quatro ist eine brasilianische politische Gemeinde im Bundesstaat Goiás in der Mesoregion Süd-Goiás und in der Mikroregion Pires do Rio. Sie liegt südsüdwestlich der brasilianischen Hauptstadt Brasília und südöstlich von Goiânia, der Hauptstadt des Bundesstaates.

## Geographische Lage
São Miguel do Passa Quatro grenzt
- im Norden an Silvânia
- im Osten an Vianópolis
- im Süden an Cristianópolis
- im Westen an Bela Vista de Goiás